# جيلسون مارسلينو دوس نتوس
جيلسون مارسلينو دوس نتوس (بالبرتغالية: Jailson Marcelino dos Santos‏) (20 يوليو 1981 بساو جوزيه دوس كامبوس في البرازيل - ) هو لاعب كرة قدم برازيلي في مركز حراسة المرمى. لعب مع نادي بالميراس ونادي جوفنتودي ونادي سيارا وCampinense Clube ‏ ونادي إيتوانو وGuaratinguetá Futebol ‏ ونادي ساو خوسيه وOeste Futebol Clube ‏.

## روابط خارجية
- جيلسون مارسلينو دوس نتوس على موقع قاعدة بيانات كرة القدم.إي يو (الإنجليزية)
- جيلسون مارسلينو دوس نتوس على موقع Soccerway.com (الإنجليزية)
- جيلسون مارسلينو دوس نتوس على موقع عالم كرة القدم.نت (الإنجليزية)
- جيلسون مارسلينو دوس نتوس على موقع AS.com (الإسبانية)